# Elymniopsis bammakoo
Elymniopsis bammakoo är en fjärilsart som beskrevs av John Obadiah Westwood 1851. Elymniopsis bammakoo ingår i släktet Elymniopsis och familjen praktfjärilar. Inga underarter finns listade i Catalogue of Life.